# Štefan Hodoško
Štefan Hodoško (* 4. listopadu 1951) je bývalý slovenský fotbalista, útočník.

## Fotbalová kariéra
V československé lize hrál za ZŤS Košice. Dal 4 ligové góly.

## Ligová bilance
| Ročník                                   | Zápasy | Góly | Klub       |
| ---------------------------------------- | ------ | ---- | ---------- |
| 1. československá fotbalová liga 1978/79 | 19     | 3    | ZŤS Košice |
| 1. československá fotbalová liga 1979/80 | -      | 1    | ZŤS Košice |
| CELKEM 1. liga                           | -      | 4    |            |